# 구리암사대교
구리암사대교(九里岩寺大橋)는 서울특별시 강동구 암사동과 경기도 구리시 토평동을 잇는 한강에 위치한 교량이다. 천호대교와 올림픽대교 등에 집중되는 교통량 분산과 주요 간선도로와의 접근경로를 다양화 함으로써 급증하는 서울 동부권의 교통 수요를 충족시키고 강동구와 구리시 및 중랑구를 연결하는 직결도로망을 구축하여 시민생활의 편의를 증진시키기 위한 한강의 31번째 다리이다. 구리암사대교란 이름은 서울시지명위원회에서 2008년 8월 27일에 최종 결정되었다. 2014년 11월 21일에 임시 개통하여 통행을 시작하였으며 전체 완공은 2015년 6월 29일에 모든 진출입 램프가 완공되면서 이루어졌다.

## 연혁
- 2006년 9월 12일 : 착공[1]
- 2008년 8월 27일 : 다리 이름을 '구리암사대교'로 명명
- 2009년 12월 21일 : 다리 남단에 잠실 방면 추가램프 설치 결정[2]
- 2010년 12월 6일 : 아치교 구간 설치[3]
- 2014년 11월 21일 : 용마터널과 함께 임시개통[4]
- 2015년 6월 29일 : 진출입램프 전 구간 완공[5]

## 같이 보기
- 용마터널